# Seznam ostřihomských arcibiskupů

Ostřihomský znak

Toto je úplný seznam arcibiskupů ostřihomské (od roku 1993 ostřihomsko-budapešťské) arcidiecéze. Tento úřad je spojen s čestným titulem primas Hungariæ.

## Seznam arcibiskupů
- Domonkos I. (arcibiskup 1000)
- Sebestyén (Šebestián, arcibiskup 1001)
- Radla (arcibiskup 1002)
- Anastáz I. Astrik (arcibiskup cca 1007)
- Sebestyén (znovu, arcibiskup po 1012)
- Benedek-Beneta (arcibiskup 1046–1055)
- Dezső (arcibiskup 1067)
- Nehemias (arcibiskup 1075–1077/79)
- Acha (arcibiskup 1087 – cca 1090)
- Seraphin (arcibiskup 1094)
- Lőrinc (Vavřinec, arcibiskup 1105)
- Marcel (arcibiskup 1116)
- Felician (arcibiskup 1127)
- Makár (arcibiskup 1142)
- Kökényes (arcibiskup 1150)
- Martyrius (arcibiskup 1151)
- Lukács Bánfi (arcibiskup 1158)
- Miklós (arcibiskup 1181)
- Job (arcibiskup 1185)
- Ugrin de genere Csák (arcibiskup duben−srpen 1204)
- Kalán (arcibiskup 1204)
- János Merániai (arcibiskup 1205)
- Tamás (arcibiskup únor−listopad 1224)
- Robert (arcibiskup 1226)
- Mátyás de genere Rátót (primas, arcibiskup 1239)
- István (de genere Báncsa, arcibiskup, kardinál 1242)
- Benedek (arcibiskup 1254)
- Fülöp Szentgróti (Filip z Türje, arcibiskup 1262)
- Miklós de genere Kán (Mikuláš z Kánu, arcibiskup 1273)
- Benedek (arcibiskup 1274)
- Miklós de genere Kán (znovu, arcibiskup 1276)
- Lodomir de genere Monoslo (arcibiskup 1279)
- Gergely Bicskei (arcibiskup 1298)
- Mihály de genere Bő (arcibiskup 1303)
- Tamás (arcibiskup 1305)
- Boleslav Tošecký (arcibiskup 1321)
- Miklós Dörögdi (arcibiskup 1328)
- Csanád Telegdi (arcibiskup 1330)
- Miklós Vásári (arcibiskup 1350)
- Miklós Keszei (arcibiskup 1367)
- Tamás (Tomáš) Telegdi (arcibiskup 1367)
- János De Surdis (arcibiskup 1376)
- Demeter (arcibiskup 1378)
- János Kanizsai (Jan Kanižský, primas, arcibiskup 1387)
- Péter (apoštolský administrátor – 1418)
- László Csetneki (apoštolský administrátor – 1418)
- György Hohenlohe (Jiří z Hohenlohe, apoštolský administrátor – 1418)
- János Borsnitz (apoštolský administrátor – 1418)
- György Pálóczy (primas, arcibiskup – 1423)
- Dénes Szécsi (primas, arcibiskup – 1440)
- János Vitéz (primas, arcibiskup 1465 – 1472)
- Johann Beckenschlager (primas, arcibiskup 15. března 1474 – 21. března 1487)
- Giovanni d'Aragona (primas, arcibiskup – 1480)
- Hipolyt Estenský (primas, arcibiskup – 1486)
- Tamás Bakócz (primas, arcibiskup, kardinál 1497 – 1521)
- György Szatmári (primas, arcibiskup – 1522)
- László Szalkai (primas, arcibiskup – 1524)
- Pál Várdai (primas, arcibiskup 1526 – 12. říjen 1549 )
- György Martinuzzi (primas, arcibiskup, kardinál – 1551)
- Mikuláš III. Oláh (primas, arcibiskup – 1553)
- Antonín Vrančić / Antun Vrančić (primas, arcibiskup 17. října 1569 – 15. června 1573)
- Miklós Telegdy (primas, arcibiskup 1580 – 22. dubna 1586 )
- István Fehérkövi (primas, arcibiskup – 1596)
- János Kutasi (primas, arcibiskup – 1597)
- František Forgáč (primas, arcibiskup – 1607)
- Péter Pázmány (primas, arcibiskup, kardinál 28. října 1616 – 19. března 1637)
- Imre Lósi (primas, arcibiskup – 1637)
- György Lippay (primas, arcibiskup – 1642)
- György Szelepcsényi (Juraj Pohronec-Slepčiansky, primas, arcibiskup – 1666)
- György Széchényi (primas, arcibiskup – 1685)
- Leopold Karel z Koloniče (primas, arcibiskup, kardinál 22. srpna 1695 – 20. ledna 1707)
- Christian August Saský (kníže-primas, arcibiskup, kardinál 20. ledna 1707 – 23. srpna 1725)
- Imrich Esterházy (kníže-primas, arcibiskup – 1725)
- Miklós Csáky (kníže-primas, arcibiskup – 1751)
- Ferenc Barkóczy (kníže-primas, arcibiskup – 1761)
- kardinál József Batthyány (kníže-primas, arcibiskup 20. května 1776 – 23. října1799)
- Karel Ambrož Rakouský-Este (kníže-primas, arcibiskup 16. března 1808 – 2. září 1809 )
- Sándor Rudnay Divékújfalusi (Alexander Rudnay, kníže-primas, arcibiskup 17. prosince 1819 – 13. září 1831)
- József Kopácsy (kníže-primas, arcibiskup 15. prosince 1838 – 17. září 1847)
- János Hám (kníže-primas, arcibiskup červen 1848 – červenec 1849)
- Ján Krstiteľ Scitovský (kníže-primas, arcibiskup 28. září 1849 – 19. října 1866)
- Ján Šimor (kníže-primas, arcibiskup, 22. února 1867 – 23. ledna 1891)
- Kolos Ferenc Vaszary, O.S.B. (kníže-primas, arcibiskup, kardinál 13. prosince 1891 – 1. ledna 1913)
- Ján Černoch (kníže-primas, arcibiskup, kardinál 13. prosince 1912 – 25. července 1927)
- Jusztinián György Serédi, O.S.B. (kníže-primas, arcibiskup, kardinál 30. listopadu 1927 – 29. března 1945)
- József Mindszenty (kníže-primas, arcibiskup, kardinál 2. října 1945 – 18. prosince 1973)
  - Endre Hamvas (apoštolský ko-administrátor 18. července 1950)
  - Mihály Endrey (apoštolský ko-administrátor 9. února 1957)
  - Artur Schwarz-Eggenhoffer (apoštolský ko-administrátor 6. června 1957)
  - Imre Szabó (apoštolský ko-administrátor 10. ledna 1957)
  - Imre Kisberk (apoštolský ko-administrátor 28. září 1971)
  - László Lékai (apoštolský administrátor 2. února 1974)
- László Lékai (primas, arcibiskup, kardinál 12. února 1976 – 30. června 1986)
- László Paskai (primas, arcibiskup, kardinál 3. března 1987 – 7. prosince 2002,jako arcibiskup ostřihomsko-budapešťský po roce 1993)
- Péter Erdő (primas, arcibiskup, kardinál od 7. prosince 2002)